# 해시 (음식)

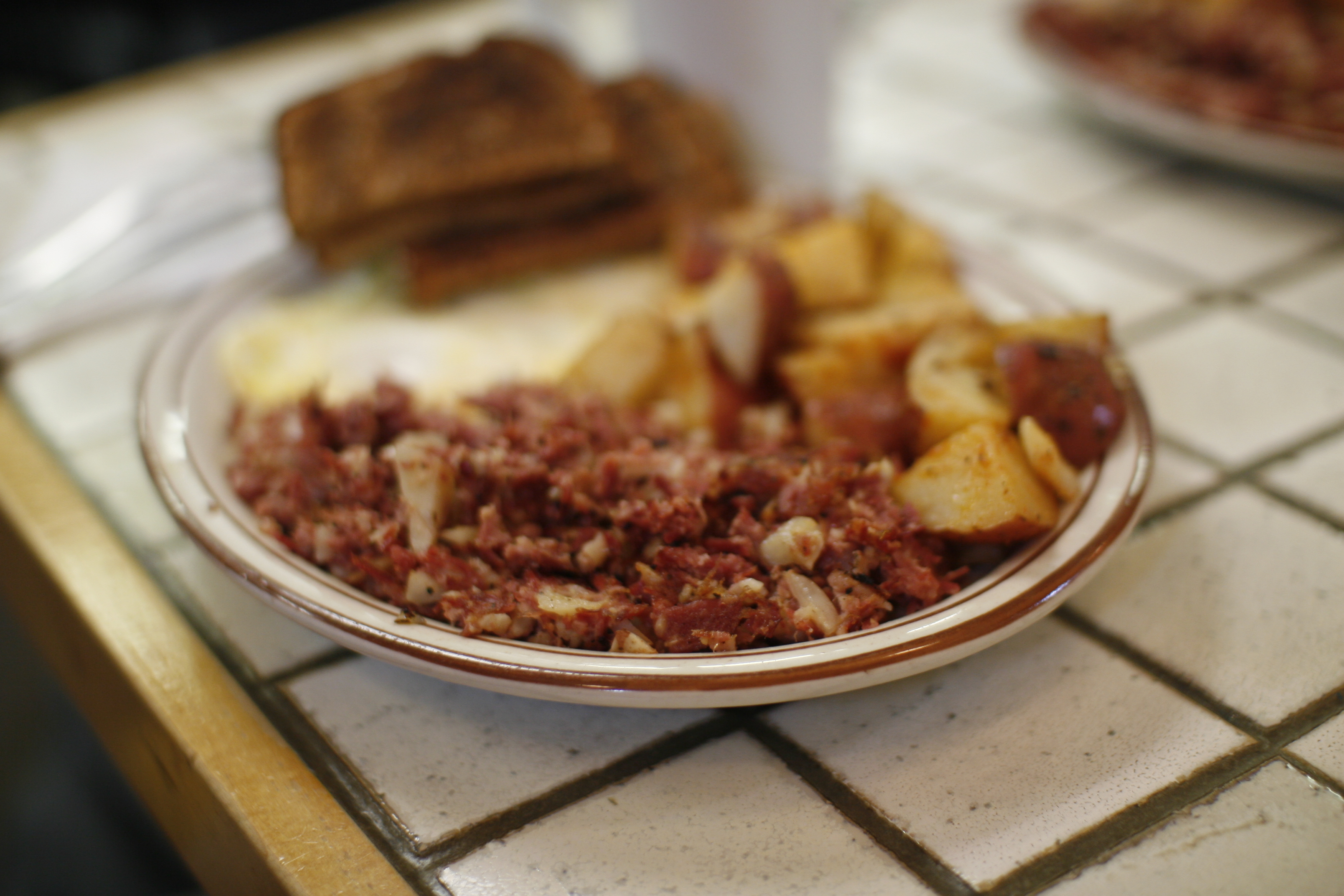

해시(영어: hash)는 잘게 썬 고기, 다진 고기, 감자와 향신료를 섞은후 단독으로 또는 양파와 같은 다른 재료로 만들어진다.
이 요리는 또한 콘드 비프 또는 로스트 비프를 사용할 수 있다.
많은 지역에서 해시는 주로 식당 메뉴와 가정 요리에서 아침식사로 제공되며, 종종 계란과 토스트가 제공된다. 때로는 해시 브라운스나 홈 프라이스와 같은 감자 튀김도 제공된다. 미국에서는 해시가 비스킷과 함께 제공되기도 한다.

## 같이 보기
- 버블 앤드 스퀴크
- 하이라이스
- 라브스카우스
- 스탐포트